# IT-армія України
IT-армія України — спільнота українських IT-спеціалістів, створена наприкінці лютого 2022 року для нейтралізації ворога в інформаційному та кіберпросторі після початку російського вторгнення в Україну 24 лютого 2022 року. Станом на 28 лютого 2022 року кількість підписників перевищила 225 тисяч[джерело?].

## Створення
26 лютого 2022 року міністр цифрової трансформації України Михайло Федоров оголосив про створення ІТ-армії. Він звернувся до українців, які працюють у цифровій сфері: розробників, кіберспеціалістів, дизайнерів, копірайтерів, маркетологів, таргетологів тощо. Головна мета спільноти: боротьба з ворогом на кіберфронті. Всі свої дії щодо кібератак на окупантські сайти та сервіси IT-спеціалісти координують у Telegram-спільноті і Twitter, а також у Фейсбуці. На сайті викладені інструкції за якими приєднатися до кібератак можуть не тільки фахівці, а майже будь-хто.
Також telegram-канал, де кожен може побачити канали, що практикують дезінформування, створення фейків, мову ворожнечі, і поскаржитись з метою блокування каналів, що ошукують свою авдиторію започаткувало Мінцифри.

## Діяльність
Айтівці ІТ-армії України відразу «поклали» десятки білоруських сайтів, включно з урядовими порталами та пропагандистськими медіа. 28 лютого фахівці за п'ять хвилин вивели з ладу сайт Московської біржі.
За даними на 30 серпня, IT армія за час існування атакувала понад 6000 вебресурсів РФ та Білорусі. Серед них: сайти держустанов, університетів, банківських систем, відомств, регіональних ЗМІ, військторгів, CRM-систем, та інших.

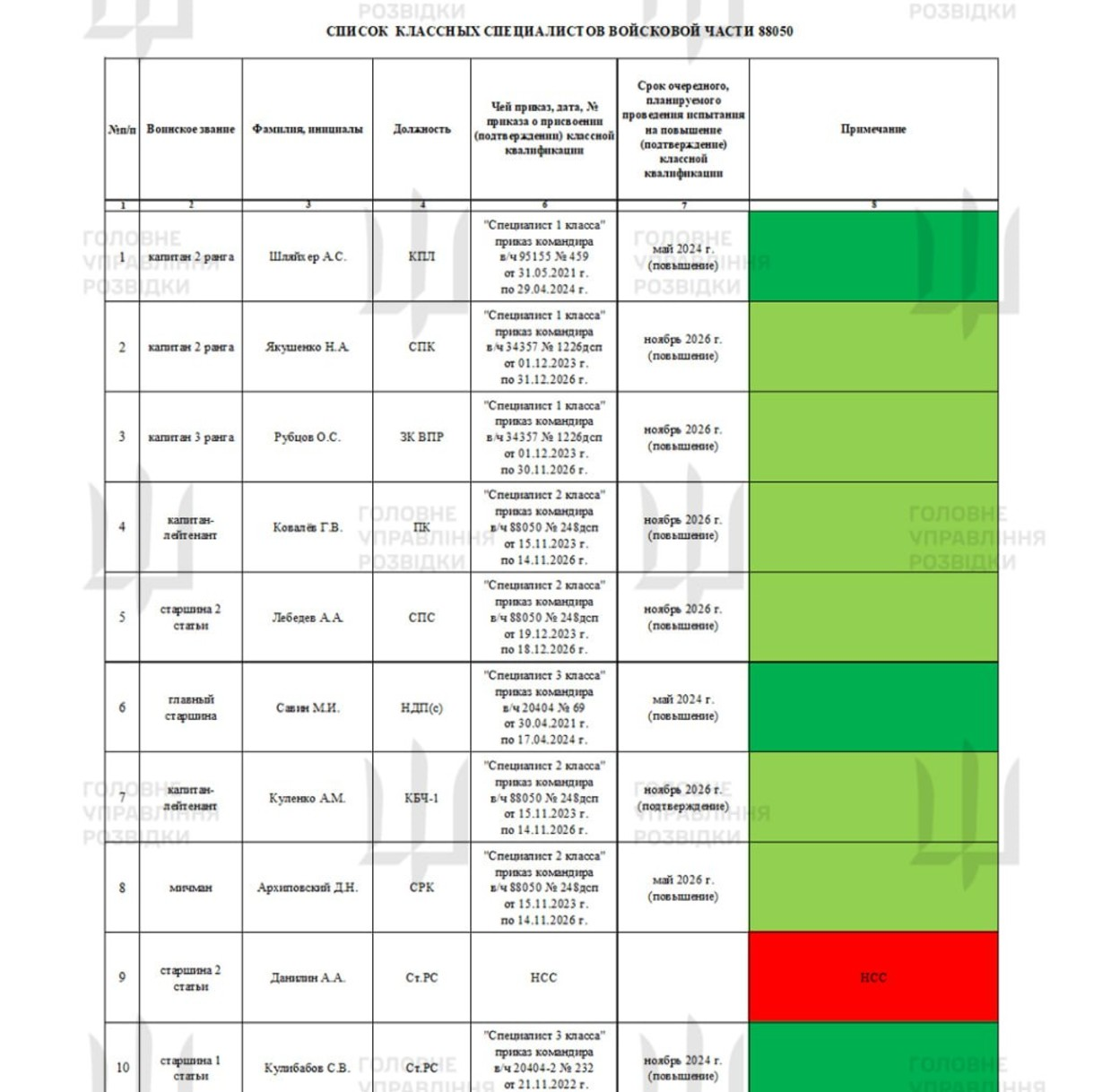
Приклад видобутого документа

3 серпня 2025 року, через 10 днів після спуску на воду атомного підводного човна «Князь Пожарський», українські хакери видобули безліч секретних документів, у яких розкривали можливості та обмеження судна, і опублікували їх у вільному доступі.